# Girlfriend (Avril Lavigne)
Girlfriend è un brano musicale della cantautrice canadese Avril Lavigne, pubblicato come primo singolo estratto dal terzo album della cantante The Best Damn Thing del 2007.
Il brano, scritto dalla stessa Lavigne insieme a Lukasz "Dr.Luke" Gottwald (che ha lavorato anche con Britney Spears), ha anticipato la pubblicazione dell'album, avvenuta il 13 aprile 2007.
La canzone è stata presentata su MTV USA con la première del video il 7 febbraio 2007 e diffusa via radio a partire dal 5 marzo nel Nord America, dal 19 marzo nel resto del mondo e nel Regno Unito il 2 aprile. La pubblicazione del singolo è stata posticipata di un mese (la prima data comunicata ai fan era stata il 29 gennaio) a causa del successo radiofonico del precedente singolo della cantante, Keep Holding On.
Girlfriend, con le sue 14 milioni di copie vendute in 72 diverse nazioni, è il singolo di maggior successo di Avril Lavigne nelle classifiche musicali di tutto il mondo e anche il singolo più venduto a livello mondiale del 2007.

## Descrizione
Il brano è un classico esempio di canzone pop punk, e parla in modo ironico della competizione femminile in fatto di conquista degli uomini. Nel bridge è presente anche un rap interpretato dalla stessa Lavigne, dove l'autrice esalta sé stessa davanti ad ogni suo pretendente immaginario, per il fatto di essere una "donna meno stereotipata".
Della canzone Girlfriend la cantante ha registrato il ritornello in 8 lingue: giapponese, cinese, spagnolo, tedesco, italiano, portoghese, francese e inglese; essa ha due versioni in quest'ultima: una explicit (nella strofa dice "And hell yeah I'm the motherfuckin' princess" ovvero "Ebbene sì, sono la fottuta principessa") e l'altra clean, utilizzata nelle radio ed inserita nella versione "clean" dell'album (nella strofa dice "And hell yeah I'm a (seguito da un periodo di silenzio in cui pronuncia la parola) princess" ovvero: "Ebbene sì, sono la - principessa").
A pochi mesi dalla pubblicazione del singolo, Avril è stata citata per plagio dai The Rubinoos, autori della canzone I wanna be your boyfriend, che hanno riscontrato varie somiglianze di questa con la canzone con la propria, pubblicata nel 1979. La cantante si è difesa da queste accuse affermando di non aver mai sentito la canzone dei Rubinoos.
Il 1º novembre 2007 la canzone viene premiata agli MTV Europe Music Awards come Miglior Canzone dell'anno, superando Umbrella (Rihanna), Grace Kelly (Mika), Beautiful Liar (Beyoncè & Shakira) e Rehab (Amy Winehouse).
Nell'estate del 2008, Girlfriend viene utilizzata come colonna sonora per gli spot di una famosa azienda produttrice di zaini e borse, la Seven.
La band statunitense degli Zebrahead ha prodotto una reinterpretazione della canzone, di cui esiste anche un video.

## Accoglienza
La nota rivista settimanale americana, il Billboard Magazine, ha posizionato Girlfriend alla posizione numero 94 tra i singoli del decennio. Un altro importante magazine statunitense, il Rolling Stone, ha posto il brano alla posizione numero 35 nella top 100 dei migliori brani del 2007. Il Blender Magazine ha descritto il singolo come "the perfect pop-punk single", mentre Dr Luke l'ha definito "not-too-serious, but fun and harder than most stuff that Avril has done, and that it is upbeat". Alex Macpherson del quotidiano The Guardian ha definito Girlfriend un brano che "crea dipendenza in modo brillante... un ritorno trionfale".

## Video musicale
Il video, girato l'11 e il 12 gennaio 2007 al centro di divertimenti "Golf N' Stuff" a Los Angeles, raffigura i tentativi di una ragazza di conquistare un ragazzo esortandolo a lasciare per lei la sua attuale fidanzata. Nel video, vuole sottrarlo espressamente alla di lui ragazza finendo anche per schernirla. La prima scena inquadra il centro di divertimenti e poi una ragazza rossa con gli occhiali (impersonata da Avril stessa) con il suo fidanzato, i quali stanno parlando mentre camminano mano nella mano. Improvvisamente la coppia viene fermata da una ragazza dai capelli neri (sempre Avril): la ragazza rossa la guarda male mentre sorride al suo ragazzo e si avvia con lui fuori dal locale. Di colpo la ragazza mora comincia a saltellare e a cantare il ritornello dalla canzone (Hey, hey, you, you, I don't like your girlfriend) mentre l'altra ragazza si gira per ribattere (No way, no way); la mora continua a parlare, tentando di sedurre il ragazzo (I think you need a new one. Hey, hey, you, you, I want to be your girlfriend) sotto gli occhi increduli della sua fidanzata.
Il video qui fa un taglio netto e la scena si sposta su Avril e la sua band che suonano in un locale. Nel frattempo, la ragazza rossa viene umiliata in tutti i modi possibili e immaginabili dall'altra ragazza e dalle sue amiche: per esempio, viene mandata fuori strada con il go-kart e mentre mangia un dolce a forma di treccia con il suo ragazzo (lui un capo, lei l'altro) la rivale glielo strappa di mano e dà un bacio sulla guancia al ragazzo, il tutto mentre a tratti vengono inquadrati Lavigne e la band che danzano e suonano. Ci sono anche dei momenti in cui la cantante viene ripresa mentre suona la chitarra, mentre si trova con dei ragazzi a ballare illuminata da un riflettore o in un bagno insieme ad altre ragazze. Nel frattempo, la mora va con delle amiche verso la coppia che dovrebbe fare delle foto. Alla rossa viene impedito di fare le foto con il suo ragazzo mentre la mora va verso di lui. Poi v'è una successione di riprese con Lavigne e la band, Avril illuminata dal faro, la cantante in bagno e poi ella stessa nei panni della mora mentre, con un colpo di mazza da golf, atterra e fa cadere nella fontana dell'acqua la rossa. Il ragazzo cerca d'aiutarla ma la fidanzata ricade e la mora ne ride compiaciuta e viene vista dal giovane. Infine, vedendoli insieme, la ragazza rossa s'infuria e va a fermare l'avversaria, la quale si abbassa facendola finire in un bagno chimico, che per l'impatto cade rovesciandole il suo contenuto addosso. Avril e le sue amiche ballano al contempo in un bagno deserto, mentre s'alternano le scene della band mentre suona con la cantante. Mentre la nuova coppia ride della ragazza rossa, Avril e lo stesso ragazzo si ritirano in una toilette del bagno per stare insieme. Il video si conclude con Avril che apre la porta del bagno e fa un gesto in segno di vittoria.
Il 18 luglio 2008 il video di Girlfriend divenne il video più visto di YouTube di tutti i tempi; fu infatti il primo video su YouTube a superare le 100 milioni di visualizzazioni e a ottenere quindi la certificazione Vevo, successivamente, il 3 dicembre 2009.

## Tracce
Download digitale
1. Girlfriend – 3:37

CD singolo
1. Girlfriend – 3:37
2. Alone – 3:13

CD singolo (Giappone)
1. Girlfriend – 3:37
2. Girlfriend (versione strumentale) – 3:36

## Classifiche
Girlfriend ha bissato il successo del singolo d'esordio Complicated diventando il singolo di maggior successo di Avril Lavigne nelle classifiche mondiali. È il primo brano di Avril a raggiungere la prima posizione della Billboard Hot 100 dei brani più venduti e trasmessi negli Stati Uniti, rimanendo per 18 settimane nella top 10.

### Classifiche internazionali
| Classifica (2007) | Posizione massima |
| ----------------- | ----------------- |
| Australia         | 1                 |
| Austria           | 1                 |
| Belgio (Fiandre)  | 8                 |
| Belgio (Vallonia) | 7                 |
| Bulgaria          | 4                 |
| Canada            | 1                 |
| Europa            | 1                 |
| Francia           | 2                 |
| Germania          | 3                 |
| Irlanda           | 1                 |
| Italia            | 1                 |
| Giappone          | 27                |
| Nuova Zelanda     | 1                 |
| Paesi Bassi       | 34                |
| Regno Unito       | 2                 |
| Repubblica Ceca   | 4                 |
| Slovacchia        | 8                 |
| Spagna            | 1                 |
| Stati Uniti       | 1                 |
| Stati Uniti (Pop) | 1                 |
| Svezia            | 1                 |
| Svizzera          | 3                 |

### Classifiche di fine anno
| Classifica (2007) | Posizione massima |
| ----------------- | ----------------- |
| Australia         | 2                 |
| Austria           | 11                |
| Belgio Fiandre    | 36                |
| Francia           | 34                |
| Germania          | 25                |
| Irlanda           | 8                 |
| Italia            | 10                |
| Libano            | 54                |
| Nuova Zelanda     | 14                |
| Svezia            | 33                |
| Svizzera          | 29                |
| Regno Unito       | 11                |
| Stati Uniti       | 12                |

### Classifiche decennali
| Classifica (2000–09) | Posizione |
| -------------------- | --------- |
| Australia            | 66        |
| Stati Uniti          | 94        |

## Remix (Dr. Luke)
Nel mese di giugno del 2007 è stato pubblicato anche un remix in chiave hip hop di Girlfriend, prodotto sempre da Dr. Luke, con strofe diverse eseguite dalla rapper americana Lil Mama, mentre Avril Lavigne canta solo il ritornello. La collaborazione è stata del tutto casuale e non programmata: Lil Mama ha realizzato il remix per conto proprio e l'ha in seguito proposto ad Avril, che ne è rimasta piacevolmente colpita. Le due hanno definito gli ultimi ritocchi per telefono ed hanno poi deciso di incontrarsi per realizzare il video della canzone.
Nel video si vedono le due cantanti divertirsi assieme: in giro su una macchina rosa, in una corsa su monopattini e nella realizzazione di un graffito sul muro con bombolette spray colorate. Il remix è stato incluso nella Limited Edition di The Best Damn Thing, che include anche la versione Time Warp '66 The Submarines' Mix di Girlfriend e in VYP: Voice of the Young People, album di debutto della rapper americana.
Questo remix è stato pubblicato il 15 giugno 2007 a Taiwan e il 25 luglio 2007 negli Stati Uniti.
Download digitale
1. Girlfriend (feat. Lil Mama) – 3:25

Edizione remix Dr.Luke (solo su iTunes)
1. Girlfriend (feat. Lil Mama)
2. Girlfriend
3. Girlfriend (video)
4. Girlfriend (feat. Lil Mama) (video)

Edizione remix Junkie XL
1. Girlfriend
2. Girlfriend (extended mix)

## Videogiochi
Le versioni in inglese, giapponese, cinese e spagnolo sono presenti all'interno della colonna sonora del gioco della serie Burnout della EA Games Burnout Dominator.
Nella visualizzazione dell'elenco delle tracce nella versione americana del gioco, la parola "Damn" è stata censurata dal titolo dell'album e sostituita con un meno efficace "D***". La versione in inglese è inoltre presente nella colonna sonora di Burnout Paradise.

## Fonti
- Sony BMG Music Entertainment: "Avril Lavigne Announces New Album + Single In Blog"
- MTV UK: "And she says her new alb will be the Best Damn Thang you've seen..."
- Billboard: "New Avril Lavigne Album Due In April"
- Blender Magazine Online: "Shamelessly Anticipating Avril's New Album"
- AvrilBandAids: "'Girlfriend' Pushed Back"
- IGN Music: Burnout Dominator Soundtrack Explodes